# آرتم سارگسیان (زبان‌شناس)
آرتم یغیشی سارگسیانیان (ارمنی: Արտեմ Եղիշեի Սարգսյան؛ زادهٔ ۲۸ اوت ۱۹۴۲) لغت‌شناس و مجری تلویزیونی اهل ارمنستان است.

## زندگی‌نامه
وی در ۲۸ اوت ۱۹۴۲ در گنجه به دنیا آمد و از دانشگاه دولتی ایروان فارغ‌التحصیل گشت. وی برنده جوایزی همچون مدال موسس خورناتسی و جایزه دولتی ارمنستان شوروی است.